# Asseco Prokom Gdynia 2009-2010
Questa voce raccoglie le informazioni riguardanti l'Asseco Prokom Gdynia nelle competizioni ufficiali della stagione 2009-2010.

## Stagione
La stagione 2009-2010 dell'Asseco Prokom Gdynia è la 13ª nel massimo campionato polacco di pallacanestro, la Polska Liga Koszykówki.

## Roster
Aggiornato al 24 agosto 2019.
| Asseco Prokom Gdynia 2009-10 | Asseco Prokom Gdynia 2009-10 |
| Giocatori                    | Staff tecnico                |
| ---------------------------- | ---------------------------- |

| N. | Naz.                                                | Ruolo | Nome                | Anno | Alt.   | Peso   |  |
| -- | --------------------------------------------------- | ----- | ------------------- | ---- | ------ | ------ |  |
| 6  | Stati Uniti (bandiera)                              | P     | Tyrone Brazelton    | 1986 | 185 cm | 78 kg  |  |
| 7  | Polonia (bandiera)                                  | AP    | Łukasz Seweryn      | 1982 | 196 cm | 90 kg  |  |
| 9  | Polonia (bandiera)                                  | PG    | Aleksander Krauze   | 1989 | 188 cm |        |  |
| 9  | Senegal (bandiera)                                  | C     | Pape Sow            | 1981 | 208 cm | 113 kg |  |
| 11 | Stati Uniti (bandiera)                              | P     | Lorinza Harrington  | 1980 | 193 cm | 86 kg  |  |
| 12 | Stati Uniti (bandiera) · Polonia (bandiera)         | G     | David Logan         | 1982 | 185 cm | 77 kg  |  |
| 13 | Polonia (bandiera)                                  | AP    | Mateusz Kostrzewski | 1989 | 200 cm | 83 kg  |  |
| 14 | Germania (bandiera)                                 | C     | Jan Jagla           | 1981 | 213 cm | 106 kg |  |
| 16 | Polonia (bandiera)                                  | C     | Adam Łapeta         | 1987 | 217 cm | 129 kg |  |
| 17 | Polonia (bandiera)                                  | G     | Przemysław Zamojski | 1986 | 190 cm | 90 kg  |  |
| 20 | Polonia (bandiera)                                  | AG    | Piotr Szczotka      | 1981 | 200 cm | 101 kg |  |
| 21 | Serbia (bandiera) · Bosnia ed Erzegovina (bandiera) | C     | Ratko Varda         | 1979 | 215 cm | 118 kg |  |
| 24 | Stati Uniti (bandiera)                              | A     | Qyntel Woods        | 1981 | 203 cm | 100 kg |  |
| 30 | Stati Uniti (bandiera)                              | AG    | Ronnie Burrell      | 1983 | 204 cm | 98 kg  |  |
| 32 | Stati Uniti (bandiera)                              | P     | Daniel Ewing        | 1983 | 191 cm | 84 kg  |  |
| 34 | Polonia (bandiera)                                  | C     | Adam Hrycaniuk      | 1984 | 206 cm | 103 kg |  |

| Allenatore                                                     |
| - Tomas Pačėsas                                                |
| Assistente/i                                                   |
| - Nessuno Legenda - (C) Capitano - (IN) Inattivo - Infortunato |

## Mercato

### Sessione estiva
| Acquisti | Acquisti       | Acquisti          | Acquisti   | Acquisti |
| R.a      | Nome           | da                | Modalità   |          |
| -------- | -------------- | ----------------- | ---------- | -------- |
| C        | Jan Jagla      | Joventut Badalona | definitivo |          |
| C        | Pape Sow       | Olimpia Milano    | definitivo |          |
| AP       | Łukasz Seweryn | Stal Ostrów Wiel. | definitivo |          |

| Cessioni | Cessioni          | Cessioni          | Cessioni       | Cessioni |
| R.       | Nome              | a                 | Modalità       |          |
| -------- | ----------------- | ----------------- | -------------- | -------- |
| AG       | Filip Dylewicz    | Scandone Avellino | fine contratto |          |
| C        | Pat Burke         |                   | ritirato       |          |
| P        | Tomasz Świętoński | AZS Varsavia      | fine contratto |          |

### Dopo l'inizio della stagione
| Acquisti | Acquisti           | Acquisti         | Acquisti         | Acquisti   |
| R.       | Nome               | da               | Data             | Modalità   |
| -------- | ------------------ | ---------------- | ---------------- | ---------- |
| P        | Lorinza Harrington | Olimpija Lubiana | 10 novembre 2009 | definitivo |
| C        | Ratko Varda        | Free agent       | 30 dicembre 2009 | definitivo |

| Cessioni | Cessioni         | Cessioni      | Cessioni         | Cessioni    |
| R.       | Nome             | a             | Data             | Modalità    |
| -------- | ---------------- | ------------- | ---------------- | ----------- |
| P        | Tyrone Brazelton | Czarni Słupsk | 17 novembre 2009 | rescissione |
| C        | Pape Sow         | Alicante      | 25 dicembre 2010 | rescissione |